# Allium kunthianum
Allium kunthianum är en amaryllisväxtart som beskrevs av Aleksei Ivanovich Vvedensky. Allium kunthianum ingår i släktet lökar, och familjen amaryllisväxter. Inga underarter finns listade i Catalogue of Life.